# Krauland-Skandal
Der Krauland-Skandal war ein politischer Kriminalfall in Österreich, der in den Jahren 1950/51 aufgedeckt wurde. Der Minister für Vermögenssicherung und Wirtschaftsplanung Peter Krauland von der ÖVP hatte jahrelang sukzessive Gelder und Vermögenswerte veruntreut, zum Teil in die eigene Tasche, zum Teil auch an Parteien und Interessensverbände.

## Hintergrund
Von 1945 bis 1949 amtierte Krauland als Bundesminister für Wirtschaftsplanung und Vermögenssicherung. Aufgabe des Ministeriums war einerseits die Rückstellung „arisierter“ Vermögenswerte, andererseits auch die „Abwicklung“ des Vermögens ehemaliger NS-Organisationen. Auch der Verkauf bzw. die Verpachtung von herrenlosem Gut, für das keine Rückstellungsansprüche bekannt waren, und die Verteilung der Marshall-Plan-Gelder wurden durch Kraulands Behörde administriert. Im Zuge der Regierungsbildung 1949 schied der Minister aus dem Amt, seine Behörde wurde aufgelöst; die meisten Agenden übernahm das Bundesministerium für Verkehr und verstaatlichte Betriebe unter Karl Waldbrunner (SPÖ). Während seiner Amtszeit steuerten Krauland und eine eigene „politische Abteilung“ in seinem Ministerium Geldflüsse in Millionenhöhe sowie die Aufteilung bedeutender Vermögenswerte, die im Rahmen des Parteienproporzes der Großen Koalition vonstattengingen. Beispielsweise wurde die ehemals jüdische Druckerei Waldheim-Eberle für 16 Millionen Schilling an ein Proporz-Gremium übertragen, während der tatsächliche Wert über 70 Millionen betrug. Sowohl der ÖGB als auch die Kammern und andere Einrichtungen der Sozialpartnerschaft waren in die Verteilung von Vermögenswerten miteinbezogen.

## Skandal
Ab August 1950 erschienen im Wiener Kurier, dem Organ der US-Besatzungsmacht, und der Wiener Wochenausgabe erste Artikel über Unregelmäßigkeiten im Krauland-Ministerium, die Wochenausgabe lud die Öffentlichkeit zu einer „Sumpfbesichtigung“ ein und nannte Krauland einen „Freibeuter“. Mehrmals wurde die Zeitung beschlagnahmt. Man warf ihm unter anderem vor, von ihm eingesetzte öffentliche Verwalter zu Parteispenden genötigt zu haben, an Firmen beteiligt zu sein, denen er selbst öffentliche Vermögenswerte zugeschoben hatte und den Staat um Milliardenbeträge geschädigt zu haben. Auch hätte er engen Mitarbeitern, die in einem Abhängigkeitsverhältnis zu ihm stünden, lukrative Posten verschafft und würde daher auch direkt auf Unternehmen Einfluss nehmen. Zudem soll Krauland Personen im Einflussbereich seines Ministeriums angeboten haben, nachteilige Aktenvermerke zu entfernen, wenn im Gegenzug eine Parteispende geleistet würde. Am 24. November 1951 wurde Krauland, damals Nationalratsabgeordneter, schließlich verhaftet. An seinem schlussendlichen Sturz sollen auch seine innerparteilichen Gegner, allen voran Außenminister Karl Gruber, beteiligt gewesen sein; Krauland schied am 29. Juli 1951 aus der Volkspartei aus. Im Jahr 1954 stand Krauland in Wien vor Gericht, der Hauptanklagepunkt war der Fall der Guggenbacher Papierfabrik, die gegen eine Parteispende von 700.000 Schilling zu einem Bruchteil des Marktwertes verpachtet worden war. Ein weiterer Anklagepunkt, der beispielhaft für Kraulands Methoden genannt werden kann, betraf die Wiener Farbenfabrik Kast & Ehinger: Obwohl der Jahresgewinn über 1 Million Schilling betrug, wurde die Fabrik für 50.000 Schilling und ohne hinreichenden Kapitalnachweis an ein Konsortium verpachtet, an welchem Krauland selbst über eine Briefkastenfirma zu 25 Prozent beteiligt war.
Während des Gerichtsverfahrens verteidigte sich Krauland mit dem Hinweis auf den Proporz, so sei jede ministerielle Anweisung vom SPÖ-Staatssekretär Karl Mantler gegengezeichnet worden. Zeitgenössische Presseberichte bemerkten das auffällige Schweigen der SPÖ, der die Affäre Krauland in den Wahlkämpfen 1951 und 1953 eigentlich durchaus gelegen kommen musste. Aufgrund des Amnestiegesetzes von 1950 musste Krauland 1954 schließlich freigesprochen werden. Ein weiteres Verfahren im Jahr 1958 wurde aus Mangel an Beweisen eingestellt. Der Politologe Hellmut Butterweck schrieb, dass der Krauland-Prozess der Jahre 1953/54 „ein ganzes Ministerium moralisch pulverisierte“.

## Nachwirkungen
Im Zuge der Krauland-Affäre wurde Bundeskanzler Leopold Figl der Falschaussage überführt; er musste schließlich zugeben, von Parteispenden über 2,5 Millionen Schilling durch Firmenprovisionen gewusst zu haben. Der Wiener Parteiobmann und Finanzreferent der ÖVP, Fritz Polcar, der als Empfänger geheimer Parteispenden in den Krauland-Skandal verwickelt war, musste schließlich im Rahmen der Affäre um Johann Haselgruber 1958 zurücktreten.